# Aurobindo Ghose

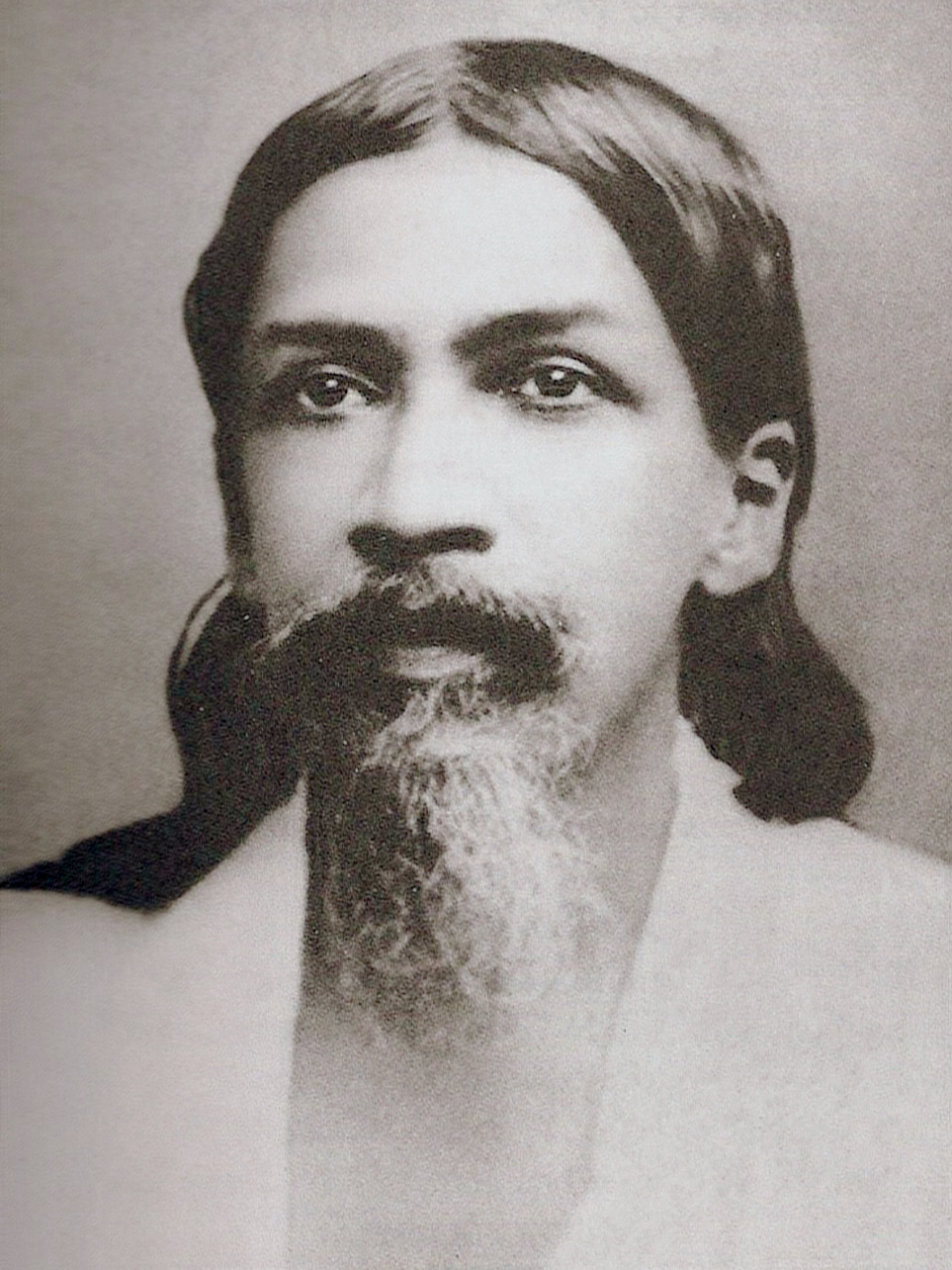
Aurobindo Ghose

Aurobindo Ghose lub Aurobindo Ghosh, Śri Aurobindo (dewanagari श्री अरविन्द; bengali অরবিন্দ ঘোষ); tamil அரவிந்தர; pol. Aurobindo Ghosz; ur. 15 sierpnia 1872 w Bengalu, zm. 5 grudnia 1950 w Pondicherry) – indyjski filozof, prozaik, poeta, krytyk literacki, tłumacz i publicysta.

## Życiorys
Był synem bengalskiego lekarza. Od wczesnej młodości był kształcony w Wielkiej Brytanii. W latach 1879–1893 studiował w Cambridge. Podczas pobytu w Anglii zainteresował się filozofią i religijną tradycją indyjską. Po powrocie do Indii zgłębiał tradycje swego kraju. Przez kilkanaście lat był nauczycielem języka angielskiego i dyrektorem Edukacji Publicznej Księstwa Barody. Następnie pracował w Bengalu.
Przekonany, że Indie wraz z niepodległością odzyskają swą prawdziwą tożsamość, stał się skrajnym nacjonalistą. W latach 1905–1910, zaangażowany w politykę, przewodniczył ruchowi nacjonalistycznemu. W 1909 r. osiadł w Puttuczczeri (wówczas Pondicherry należące do Francji), aby poświęcić się spisywaniu swego dzieła.
Żoną jego była Mrinalini, przedwcześnie zmarła w 1918 roku w wyniku epidemii grypy.

## Droga duchowa
W 1910 roku wycofał się ostatecznie z życia politycznego Bengalu i rozpoczął poszukiwania uniwersalnego systemu religijnego. Lele, guru z Maharasztry, wprowadził go w praktykę kultu bogini Kali.
W 1909 roku osiadł w Puttuczczeri (Pondicherry), w którym założył aśram. Mieszkał w nim wraz ze swoją francuską towarzyszką, Madame Richard, która stała się „Matką” aśramu, i ze swoimi uczniami. W 1926 wycofał się z publicznej aktywności aśramu, wybierając całkowite odosobnienie (publicznie pokazywał się tylko raz w roku). Kierownictwo nad aśramem przejęła Madame Richard (zm. 1975), tworząc „ośrodek uniwersytecki”, a potem „Miasto Brzasku”, Auroville, dokąd ze wszystkich krajów napływali uczniowie.

## Nauczanie
Bardzo przywiązany do niedualistycznej myśli indyjskiej, Śri Aurobindo próbował pogodzić racjonalizm z mistycyzmem, zachodnią naukę ze wschodnią mądrością. Dla Aurobindo Bóg, jednocześnie transcendentny i immanentny, ukazuje się człowiekowi przede wszystkim jako Świadomość kosmiczna, przejawiająca się w czasie i przestrzeni. Ponieważ świat jest wynikiem kosmicznej gry, będącej uwikłaniem Ducha w materię, człowiek, dzięki swym niewykorzystanym jeszcze możliwościom (szczególnie zdolności zwanej przez niego supramentalną), które możemy uzyskać praktykując rozmaite odmiany jogi, musi przywrócić w sobie i na ziemi „życie boskie”. Warunkiem jest wyrzeczenie się wszelkich egoistycznych pragnień. Ta świadoma przemiana powinna doprowadzić do pojawienia się człowieka nowego typu, prawdziwego „nadczłowieka”.
Rok 1972 UNESCO ogłosiło Rokiem Aurobindo.

## Twórczość
Śri Aurobindo jest autorem licznych książek. Napisał również komentarz do Bhagawadgity (1962), do trzech upaniszad (1949) i do Heraklita. Pisał po angielsku i w języku bengali.

### Poezja
- Meditations of Mandavya (1913)
- Savitri (1950 – 1951)

### Publikacje krytycznoliterackie
- Bankim Chandra Chatterjee (1893–1894)
- The Age of Kalidasa (1902)
- The Future Poetry (pośmiertnie, 1954)
- The Foundation of Indian Culture

### Inne
- The Life Divine (1939 – 1940, 4 tomy)
- The Synthesis of Yoga (pośmiertnie, 1955)
- The Ideal Human Cycle (1919, wydanie poprawione 1950)

### W języku polskim
- Aurobindo: Światło na drodze jogi. Tłum. Wanda Dynowska. Sosnowiec: Wyd. Trickster, 1995.Sprawdź autora:1. Brak numerów stron w książce

## Sławni uczniowie
- Mira Richard – pochodząca z Francji następczyni mistrza;
- Śri Chinmoy – prawie dwadzieścia lat spędził w Puducherry (od 1944);
- Matka Meera – jako Kamala Reddy spędziła młodzieńcze lata w aśramie w Puducherry;
- Suddhananda Bharati (1897-1937) – przebywał 23 lata w aśramie[3].